# ایون پاتاک
ایون پاتاک (انگلیسی: Evan Patak؛ زادهٔ ۲۳ ژوئن ۱۹۸۴) بازیکن والیبال اهل ایالات متحده آمریکا است.